# Rupa
Rupa este o localitate din comuna Kranj, Slovenia.